# Anthracobunidae
Gli Antracobunidi (Anthracobunidae) sono una famiglia di mammiferi estinti, probabilmente appartenenti ai Perissodattili, fossili dell'Eocene.

## Scoperta
I resti di questi animali sono molto rari e si rinvengono in strati dell'Eocene inferiore e medio (58 - 50 milioni di anni fa) esclusivamente in India, Pakistan e Myanmar. Finora, di queste enigmatiche creature, non è stato rinvenuto altro che fossili incompleti delle mascelle e di frammenti del resto dello scheletro.

## Classificazione
Nonostante la scarsità di fossili, è stato possibile analizzarne la dentatura, che ricordava moltissimo i proboscidati primitivi come Moeritherium, pertanto si era supposto che gli Antracobunidi potessero rappresentare una radiazione asiatica del gruppo, estintasi senza lasciare discendenti; ma studi più recenti, hanno invece mostrato una più probabile corrispondenza con i Perissodattili.
La classificazione apparentemente più accreditata, che include generi tutti conosciuti comunque in modo imperfetto, è la seguente:
- Anthracobune
  - Anthracobune aijiensis
  - Anthracobune daviesi
  - Anthracobune pinfoldi
  - Anthracobune wardi
- Indobune
  - Indobune vastanensis
- Lammidhania
- Obergfellia
  - Obergfellia occidentalis
- Pilgrimella
  - Pilgrimella gilgrimi

I generi Ishatherium, Hsanotherium e Nakusia, inizialmente assegnati a questa famiglia, sono stati successivamente esclusi da quest'ultima, a seguito di una serie di studi approfonditi sui ritrovamenti fossili. Anche il genere Indobune sembra essere oggetto di discussione sull'esatta famiglia di provenienza.

## Descrizione
Le ricostruzioni ipotetiche mostrano animali vagamente simili a tapiri, mentre altre ipotesi vedono gli antracobunidi come possibili antenati dei Sirenii o dei Desmostili.
Anthracobune era il più grande della famiglia: aveva la taglia di un piccolo tapiro (due metri di lunghezza).

## Distribuzione e habitat
Secondo le fonti che vedevano tali animali simili ai tapiri, essi dovevano vivere nei pressi di zone paludose o corsi d'acqua. Secondo invece altre ipotesi, che li vedono antenati dei Sirenii o dei Desmostili, si tratterebbe di animali prevalentemente acquatici.